# One of Us (Lost)
«One of Us» (título en España: «Una de nosotros», título en Latinoamérica: «Uno de nosotros») es el décimo sexto episodio de la tercera temporada de la serie de televisión Lost. Finalmente, Jack se reúne con los supervivientes, pero la alegría se tuerce cuando el grupo descubre que el doctor está acompañado de uno de Los Otros. Mientras, Claire cae enferma. El flashback está centrado en Juliet Burke.

## Trama
Kate, Sayid, Juliet, y Jack caminan de vuelta al campamento de la playa. Al caer la noche 
hacen una parada, y Jack explica a Kate el trato que hizo con Ben. Ella baja la cabeza y no hace
preguntas. Mientras Jack habla con ella, Kate siente una distancia emocional entre los dos. 
Sayid interroga a Juliet en busca de respuestas, pero Jack vuelve y le pide que la deje en paz. Ella está bajo su protección. Juliet confiesa a Jack que está inquieta por la idea de unirse al grupo de la playa.
El flashback de Juliet la presenta llegando a un aeropuerto privado. Richard Alpert y Ethan Rom están allí para acompañarla el resto del camino. Es una medida de seguridad. Juliet se despide 
de su hermana, Rachel, prometiendo estar de vuelta antes de que nazca el bebé. En el aeropuerto Ethan comprueba las constantes vitales de Juliet, diciendo que es una tarea rutinaria. Alpert vierte un sedante en un vaso de zumo de naranja y se lo da a beber a Juliet, diciendo que algunas personas no soportan la intensidad del viaje. Les es más fácil si están dormidos. Juliet dice que está de acuerdo con firmar todos los documentos, no poder hablar con nadie durante los siguientes seis meses incluso que nadie en la comunidad científica haya oído hablar de la Mittelos BioSience, pero Alpert interrumpe y le pregunta que por qué. Que por qué está de acuerdo con todo eso. Él añade que está de acuerdo porque sabe que el lugar al que la lleva es especial. Juliet tiene un don, y ¿no se supone que debe hacer algo significativo con él?. 
Juliet bebe el zumo de naranja de golpe y cae dormida. Despierta atada en un camarote - ¡de un submarino!. Ethan está allí para desatarla en cuanto despierte. Ella le sigue a través del submarino, hacia afuera, al exterior. Al salir puede ver las imponentes vistas de la isla. 
Ben camina hacia ella y la recibe cordialmente.
En el campamento de la playa Charlie escucha llorar a Aaron y despierta a Claire. Claire le dice que no se encuentra bien así que Charlie se ofrece para cuidar a Aaron. Sawyer ve a Jack, Kate, y Sayid volviendo. Es un reencuentro alegre y emotivo hasta que ve a Juliet. Sawyer no está nada contento. 
Hurley coincide con Juliet en una conversación informal. Juliet intuye que Hurley ha sido enviado para mantenerla vigilada. Él le dice que el último de los otros que vino, Ethan, fue 
asesinado y enterrado cerca.
Flashback de Juliet hablando con Ben. Ella le dice que cree que las complicaciones del embarazo suceden en el momento de la concepción, pero no hay nada que ella pueda hacer al respecto sin llevar a una de las mujeres fuera de la isla.
Ben se niega. Juliet le dice que ella ha hecho todo lo que la ha pedido y quiere irse a casa. Rachel dará a luz en tres meses. Ben dice que no puede. El cáncer de Rachel ha reaparecido y ella morirá antes del parto. Juliet está horrorizada. Ben promete curar el cáncer de Rachel si Juliet se queda. Juliet quiere saber como, si no puede traerla a la isla. Ben dice que Jacob se encargará personalmente.
En el campamento, Jack les dice a todos que él confía en Juliet y que eso debería bastarles. Sayid le recuerda que no es así. Jack defiende el tiempo que ha estado con los otros diciendo que estaba buscando una manera de salir de la isla. Entonces Claire entra en crisis. Juliet aparta a Jack y Kate y les dice que sabe lo que le pasa a Claire porque ella se lo provocó. 
Flashback de Juliet en la cama con Goodwin. Llaman a la puerta. La traen unas radiografías. Juliet las mira y sabe que hay un problema. Ella camina hacia la casa de Ben y le cuenta que tiene un Tumor. Ella le acusa de mentir sobre lo de curar el cáncer de Rachel. ¿Cómo va a hacerlo si él mismo tiene Cáncer? Ben niega haber mentido pues para él también es una sorpresa lo de su propio cáncer. Juliet quiere irse a casa, pero él rechaza dejarla ir.
En el campamento, Juliet explica que el sistema inmunitario de Claire se ha vuelto contra ella, por una reacción latente a la medicación que hay en su torrente sanguíneo. La medicación fue diseñada para mantener a Claire con vida durante las últimas etapas de su embarazo. Juliet lo sabe porque fue diseñada por ella. Fue llevada a la isla para resolver el por qué las mujeres de allí no podían tener hijos. El cuerpo de la madre trata el embarazo como un invasor externo y el sistema inmunitario lo ataca. Cada embarazada de la isla moría. Claire fue la primera en sobrevivir. Aunque no concibió en la isla, Claire desarrolla los mismos síntomas. Juliet desarrolló un suero para revertir lo que está sucediendo, y Ethan se lo dio. Sin el suero, Claire está perdida. Ethan guardaba una muestra del suero con él.
Juliet se introduce en la jungla y obtiene el suero. Sayid y Sawyer la han seguido y quieren respuestas. Juliet les dice que no hay tiempo. Comprendiendo que no tienen salida, ella les increpa que encuentra interesante que ellos dos sean la autoridad moral del campamento. ¿Le ha contado Sayid a todo el mundo lo que hizo en Basra? ¿y ha reunido Sawyer a todos en un círculo para explicarles como mató a un hombre a sangre fía?. 
Ella dice que el suero puede salvar la vida de Claire. La última cosa que ellos quieren es mancharse las manos con la sangre de Claire. Ella coge el suero y regresa a la playa para dárselo a Jack. Él le Avisa que como le pase algo a Claire, no va a ser capaz de protegerla.
Flashback de Juliet y Ben mientras veían el vuelo 815 partirse sobre ellos. Ben entonces conduce a Juliet fuera a la estación La Llama. Mikhail está allí, y Ben le dice que quiere un archivo detallado de cada pasajero del avión. Entonces Mikhail les enseña escenas en directo. Pueden ver de cerca un periódico con la fecha actual. La cámara realiza un giro y revela a Rachel en un parque con su hijo. Ben le dice a Juliet que el cáncer de Rachel está curado. Remitió completamente y en poco tiempo después de que diera a luz. El nombre del chico es Julian.
En el campamento, Claire se despierta. Se siente mejor y tiene mejor aspecto. Juliet es ahora de confianza.
Jack le trae provisiones para establecer su tienda y le dice que a partir de ahora todos necesitarán respuestas. Juliet pregunta por qué Jack confía en ella y no hace preguntas. Él responde que cuando el submarino explotó vio en sus ojos que ella quería escapar de la isla más que nada. Eso la convierte en "uno de nosotros".
Flashback de Juliet y Ben repasando sus planes. Juliet se esposaría a Kate y diría que fue gaseada y dejada atrás también. Si Kate lo cuestiona, Juliet lo admitirá. Era la única forma de ganarse su confianza. Ben le dice a Juliet que el implante de Claire ha sido activado y los síntomas aparecerán en cuarenta y ocho horas. Para cuando Juliet llegue al campamento, tendrá una bonita crisis que resolver. Pryce ya está en camino para esconder una maleta en el punto de encuentro de Ethan. Ben dice que le diga a Jack que puede salvar a Claire. Jack confiará en ella. Él dice que la verá en una semana.
Y de vuelta en el campamento, Juliet mira a su alrededor y ve a Hurley y Sun charlando, Charlie con Claire, y Jack sonriéndole, ella le devuelve la sonrisa, concluido todo de acuerdo al plan.